# Agneza Meranijska (1215. – 1263.)
Za njezinu tetu, kraljicu Francuske, pogledajte Agneza Meranijska.
Agneza Meranijska (1215. – 1263.) (njemački Agnes von Andechs) bila je vojvotkinja Austrije i Koruške, kći grofice Beatrice II. Burgundske i njenog muža, grofa Otona I. Meranijskoga.
Bila je nazvana po svojoj baki, Agnezi od Rochlitza. Sestrična joj je bila francuska kraljevna Marija.
1229. Agneza se udala za Fridrika II. Austrijskog, koji je vrlo vjerojatno bio neplodan. On i Agneza nisu imali djece te su se rastali 1243.
Agneza se zatim udala za Ulrika III. Koruškog te mu je rodila dvoje djece; nažalost, djeca su umrla veoma mlada.
Na svom je pečatu Agneza prikazana s fleur-de-lisom. 